# Șevcenka, Onufriivka
Șevcenka (în ucraineană Шевченка) este un sat în așezarea urbană Pavlîș din raionul Onufriivka, regiunea Kirovohrad, Ucraina.

## Demografie
Componența lingvistică a localității Șevcenka
     Ucraineană (93,66%)
     Rusă (4,23%)
Conform recensământului din 2001, majoritatea populației localității Șevcenka era vorbitoare de ucraineană (93,66%), existând în minoritate și vorbitori de rusă (4,23%) și armeană (2,11%).